# شهرستان آلتی‌اریق
ناحیهٔ آلتی‌اریق (به ازبکی: Oltiariq District) یک ناحیه در ازبکستان است که در ولایت فرغانه واقع شده‌است. ناحیه آلتی‌اریق ۶۳۰ کیلومتر مربع مساحت و ۱۶۶٬۴۰۰ نفر جمعیت دارد و ۵۰۰ متر بالاتر از سطح دریا واقع شده‌است.